# Bladestorm: The Hundred Years' War
Bladestorm: The Hundred Years' War is een videospel uitgegeven voor op de Xbox 360 en PlayStation 3. Het is uitgegeven door Koei en ontwikkeld door Omega Force. Het is tot nu toe uitgegeven in Europa, Noord-Amerika, Japan en Australië. Een remake is in maart 2015 uitgegeven voor Xbox One, PlayStation 4 en PlayStation 3 onder de naam Bladestorm: Nightmare.
Het spel is gebaseerd op de Honderdjarige Oorlog tussen de Engelsen en Fransen in de 14de en 15de eeuw. Sommige dingen zijn wel anders dan in het echt gebeurd is, het is namelijk mogelijk om Jeanne d'Arc te redden van haar dood.

## Gameplay
De speler neemt controle van een leider die een huursoldaat is die zich bij het Franse en Engelse leger kan voegen, gebaseerd op de situatie. Eenheden bestaan uit infanterie, cavalerie, boogschutters, olifanten, kanonnen en bestormingseenheden. De reputatie van de speler beïnvloed hoe moeilijk de missies worden en de kwaliteit van de eenheden. Elke eenheid krijgt ook individueel gevechtservaring.

## Personages
Engeland
- Eduard van Woodstock
- Hendrik IV van Engeland
- Sir John Chandos
- Richard Beauchamp
- Sir John Talbot
- Sir John Fastolf
- Sir Henry Percy
- Iamarl (door Omega Force bedacht personage)
- Branwyn (door Omega Force bedacht personage)
- Philippa (door Omega Force bedacht personage)
- Eduard III van Engeland

Frankrijk
- Jeanne d'Arc
- La Hire
- Gilles de Rais
- Filips de Goede
- Marie (door Omega Force bedacht personage)
- Arthur III van Bretagne
- You Ji (door Omega Force bedacht personage)
- Bertrand du Guesclin
- Jean (door Omega Force bedacht personage)
- Christine de Pizan
- Filips VI van Frankrijk

## Ontvangst
| Beoordeeld door     | Platform      | Datum            | Score |
| ------------------- | ------------- | ---------------- | ----- |
| Eurogamer.net (GB)  | PlayStation 3 | 16 oktober 2007  | 80%   |
| Eurogamer.net (GB)  | Xbox 360      | 16 oktober 2007  | 80%   |
| Game Over Online    | Xbox 360      | 4 januari 2008   | 75%   |
| Boomtown            | Xbox 360      | 6 februari 2008  | 70%   |
| GamePro (USA)       | PlayStation 3 | 7 november 2007  | 70%   |
| Xbox360Achievements | Xbox 360      | 3 februari 2008  | 68%   |
| GameZone            | Xbox 360      | 19 november 2007 | 66%   |
| IGN                 | Xbox 360      | 8 november 2007  | 65%   |
| GameSpot            | PlayStation 3 | 7 december 2007  | 50%   |
| Game Revolution     | PlayStation 3 | 14 november 2007 | 25%   |